# Церковь Рождества Пресвятой Богородицы (Калуга)
Церковь Рождества Пресвятой Богородицы — приходской храм Калужской епархии Русской православной церкви, расположенный в Калуге. Построена в 1685 году, отстроена заново после пожара в 1755 году. В советское время в здании церкви располагался детский кинотеатр «Пионер». Здание возвращено верующим в 2004.

## История
Деревянная Рождество-Богородицкая церковь с приделом св. Николая «на посаде» значится на этом месте ещё в описи 1626 года. В описи 1685 года она названа уже с приделом великомученика Никиты и с колокольнею в 7 колоколов. Происхождение этого придела, по-видимому, связано с присоединением к Калуге села Спасского, часть жителей которого вошла в состав прихода Рождество-Богородичной церкви. Около 1685 года прихожане перестроили церковь из деревянной в каменную, при этом заменив придел святителя Николая приделом Никиты мученика. Сильно пострадав во время пожара в 1754 году, на следующий год здание было отстроено заново. В 1850-х года был устроен придел Иоанна Златоуста.
С момента образования самостоятельной Калужской епархии и до завершения строительства Свято-Троицкого собора в 1799—1819 годах в Никитском храме размещалась кафедра правящих Калужских архиереев.
Храм был закрыт в 1920-е годах и стал использоваться военным ведомством под склад. В марте 1929 года по предложению фракции ВКП(б) городского совета были снесены верхние ярусы колокольни и центральный купол, а сам храм переоборудован. С 1939 года в храме размещался кинотеатр «Пионер».
В октябре 2004 года здание было передано Калужской епархии.
Восстановительные работы в храме начались в апреле 2005 года.
28 сентября того же года было совершено первое богослужение.
27 декабря 2009 года митрополит Калужский и Боровский Климент освятил три придела храма.